# Argonauta nouryi
Argonauta nouryi (nomeada, em inglês, Noury's paper nautilus, long argonaut ou rough-keeled argonaut; em russo, Аргонавт шипастый; em espanhol (MEX), argonauta común ou casa de caballo; em português, argonauta) é uma espécie de molusco cefalópode marinho e pelágico da ordem Octopoda (que compreende os polvos), classificada por  Edouard L. Lorois, em 1852, no texto "Description d'une nouvelle espèce du genre Argonaute"; publicado na Revue et Magasin de Zoologie; pertencendo ao gênero Argonauta da família Argonautidae; seu descritor específico dado em homenagem a M. Noury e sua localidade tipo sendo as Ilhas Marquesas.

## Descrição
Sua concha fina e quebradiça, um invólucro de ovos exclusivo da fêmea, se assemelha à de Argonauta argo, espécie encontrada no Mediterrâneo. Atingindo os 5,8 cm de comprimento e sendo mais alongada do que a da maioria das espécies da sua família, tal concha é valorizada e considerada de grande interesse para os colecionadores. O macho é bem menor, com um terço do tamanho das fêmeas, e não possui concha, possuindo um tentáculo mais longo e altamente modificado (o hectocótilo), usado na fecundação.

## Distribuição geográfica
Argonauta nouryi está distribuído na costa leste, ou oriental, do oceano Pacífico, entre a Península da Baixa Califórnia, México, até o Peru. Um grande número de fêmeas foi observado na superfície, em mar aberto, durante o dia, podendo unir-se umas às outras formando grandes cadeias de até 18 indivíduos e podendo encalhar nas praias do sul do golfo da Califórnia durante o final do inverno e início da primavera, de janeiro a março.